# Antoni Glazemaker
Antoni Glazemaker (wł. Antonius Jan Glazemaker) (ur. 19 kwietnia 1931 w Hilversum, zm. 20 stycznia 2018 w Amersfoort) – duchowny starokatolicki, emerytowany arcybiskup Utrechtu, ordynariusz diecezji Deventer w latach 1979–1982 i arcybiskup Utrechtu w latach 1982–2000.

## Życiorys
Antoni Glazemaker urodził się w rodzinie starokatolickiej. Święcenia kapłańskie przyjął 1 lipca 1956 r. w Hilversum z rąk arcybiskupa Utrechtu Andrzeja Rinkla. W 1979 r. został wybrany na biskupa starokatolickiej diecezji Deventer, a następnie konsekrowany 8 grudnia 1979 r. W dniu 6 lutego 1982 r. został wybrany arcybiskupem Utrechtu. 12 lutego 2000 r. przeszedł na emeryturę.
Kilkukrotnie przebywał w Polsce na zaproszenie Kościoła Polskokatolickiego. W 1985 r. dokonał poświęcenia katedry Matki Boskiej Królowej Apostołów w Częstochowie. 26 maja 2000 r. brał udział w Jubileuszu 2000-lecia Chrześcijaństwa we wrocławskiej katedrze św. Marii Magdaleny.
W 1956 r. ożenił się z Gerardą Geertruidą de Groot, której siostra Elżbieta poślubiła biskupa Teunisa Horstmana. Związki rodzinne łączące biskupa Teunisa Horstmana i arcybiskupa Antoniusa Glazemakera nie odgrywały żadnej roli w zarządzaniu Kościołem Starokatolickim w Holandii.
W 1989 otrzymał tytuł doktora honoris causa Chrześcijańskiej Akademii Teologicznej w Warszawie.
Zmarł 20 stycznia 2018.

## Źródło
- Jubileuszowe Nabożeństwo Ekumeniczne, Parafia polskokatolicka p.w. św. Barbary w Krzykawie-Małobądzu (dostęp: 26.06.2016)